# Omegna
Omegna  (italià: oˈmeɲɲa, llombard:uˈmɛɲa, piemontès: ʊˈmɛɲa) és una comuna (municipi) a la Província de Verbano-Cusio-Ossola del Piemont, situat a uns 100 km al nord-est de Torí i a uns 13 km al sud-oest de Verbania, al punt més septentrional del llac d'Orta i travessat pel Nigoglia, l'única sortida del llac.
El 2022, el municipi tenia una població de 14.311 habitants. És la tercera ciutat més poblada de la província, després de Verbania i Domodossola. Cada dijous al matí se celebra un animat mercat al carrer al passeig de la vora del llac. Un servei de ferri diari connecta Omegna amb ciutats i pobles al voltant del llac.

## Història

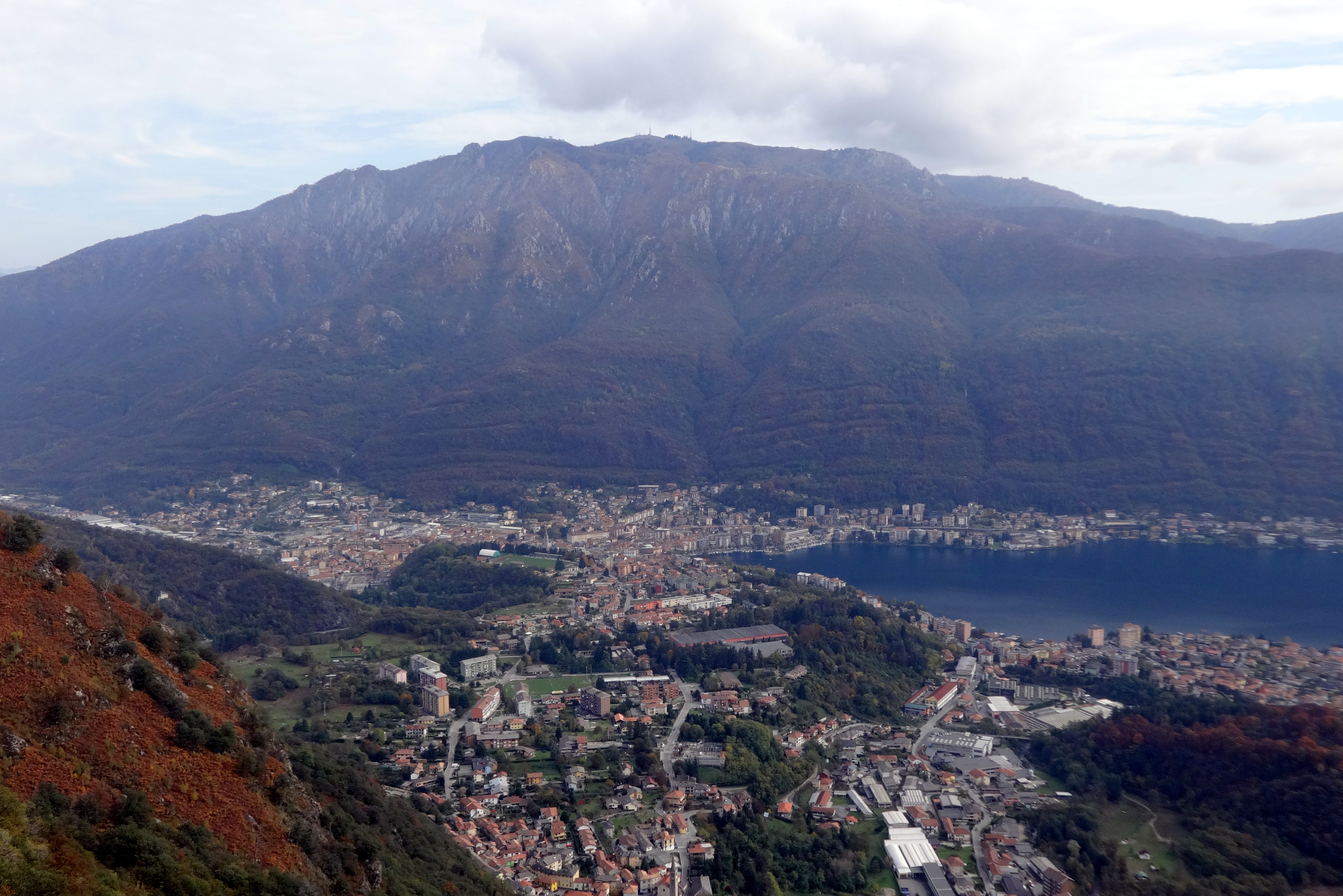
Omegna i Monte Mottarone.

La presència d'antics assentaments a la zona ha estat provada per les excavacions realitzades a la frazione de Cireggio, troballes arqueològiques que daten de finals de l'edat del bronze i del ferro. Omegna és esmentada l'any 1221 dC, quan la població es va lliurar a la comuna de Novara.
Al segle XIX i principis del XX, es va convertir en un centre industrial que va ser durant molts anys el principal centre de producció italià d'olles i petits electrodomèstics a Itàlia; la població va augmentar simultàniament pels immigrants. El 1913 Omegna va ser connectada amb Pallanza per una línia de tramvia elèctrica. Va ser declarada ciutat l'any 1939. Durant la Segona Guerra Mundial va ser un centre de resistència partidista contra l'ocupació germano-feixista.

## Principals llocs d'interès

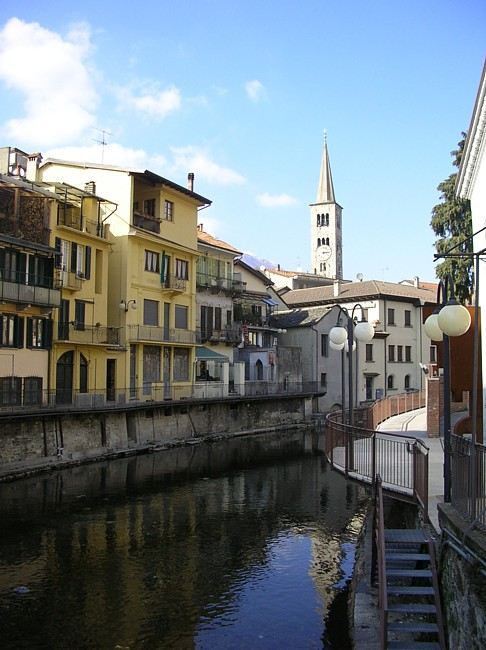
Vista del centre de la ciutat d'Omegna

- Església de Sant'Ambrogio. És un edifici del romànic tardà d'una nau i dues naus, amb capelles laterals. El campanar encara és majoritàriament el medieval. L'interior és ara d'estil barroc i acull un retaule de Fermo Stella da Caravaggio (1547) i una urna amb les relíquies de Sant Vith, patró d'Omegna.
- Ponte Antico (segle XV), sobre el riu Strona.
- Porta della Valle (c. 1100 dC), també coneguda com a Porta Romana. És l'única que es conserva entre les cinc portes medievals d'Omegna.
- Fòrum Museu d'Arts i Indústria.

## Ciutats agermanades
- Lodi, Lombardy